# Acrocercops insulariella
Acrocercops insulariella är en fjärilsart som beskrevs av Paul A. Opler 1971. Acrocercops insulariella ingår i släktet Acrocercops och familjen styltmalar. Inga underarter finns listade i Catalogue of Life.